# Arthur Meier Schlesinger Jr.
Cet article concerne Arthur Meier Schlesinger Jr. (1917-2007). Pour Arthur M. Schlesinger Sr. (1888-1965), voir Arthur M. Schlesinger Sr..
Pour les articles homonymes, voir Schlesinger.
Arthur Meier Schlesinger, Jr., né le 15 octobre 1917 à Colombus (Ohio) et mort le 28 février 2007 à New York, est un historien américain, critique social qui a exploré le « libéralisme » d'hommes politiques américains tels que Franklin D. Roosevelt, John F. Kennedy et Robert Kennedy, sans oublier les hommes faisant partie de l'entourage d'Andrew Jackson. De plus, il fut aussi présent dans l'administration du président américain John F. Kennedy en tant qu'assistant spécial. Il est l'auteur d'un compte détaillé de l'administration Kennedy intitulé A Thousand Days (en français, Les Mille Jours de Kennedy).
Né dans l'Ohio, il est le fils d'Arthur M. Schlesinger, un historien américain professeur à l'université Harvard et d'Elizabeth Bancroft Schlesinger. Arthur Schlesinger est considéré comme étant un auteur prolifique en raison de ses théories libérales et il est aussi perçu comme une voix de la pensée politique de John F. Kennedy et de la « Grande Société » de Lyndon Johnson. À l'époque durant laquelle Richard Nixon fut président, il a mis en vogue le terme « présidence impériale. » De plus, il est connu pour son opposition au multiculturalisme à partir des années 1980 et ce sentiment d'opposition est exprimé dans le livre The Disuniting of America (1991).

## Carrière

### Formation académique
- 1933 : The Collegiate School (en)
- 1938 : université Harvard

### Service militaire
- 1942-1943 : officier de l'Information militaire
- 1943-1945 : officier de l'Office of Strategic Services

### Enseignement
- 1946-1961 : professeur d'histoire à l'université Harvard
- 1966 : professeur d'humanité de classe Albert Schweitzer à l'université de la Ville de New York

### Implication politique
- Il est un des fondateurs de l'organisation Americans for Democratic Action.
- Il a écrit des discours pour les campagnes présidentielles d'Adlai Stevenson en 1952 et 1956, de John F. Kennedy en 1960, de Robert Kennedy en 1968, de George McGovern en 1972 er de Edward Kennedy en 1980.
- Vers la fin de sa vie, il apporta également sa contribution, en tant que blogueur, au périodique The Huffington Post.

## Distinctions
- 1946 prix Pulitzer d'histoire - The Age of Jackson
- 1961 membre élu de l'Académie américaine des arts et des lettres.
- 1965 National Book Award pour A Thousand Days
- 1966 prix Pulitzer de la biographie ou de l'autobiographie - A Thousand Days
- 1979 National Book Award pour Robert Kennedy and His Times
- 1998 National Humanities Medal
- 2003 prix des quatre libertés de Roosevelt

## Œuvres
- 1939 Orestes A. Brownson: A Pilgrim's Progress
- 1945 The Age of Jackson
- 1949 The Vital Center: The Politics of Freedom
- 1950 What About Communism?
- 1951 The General and the President, and the Future of American Foreign Policy
- 1957 The Crisis of the Old Order: 1919-1933 (The Age of Roosevelt, Vol. I)
- 1958 The Coming of the New Deal: 1933-1935 (The Age of Roosevelt, Vol. II)
- 1960 The Politics of Upheaval: 1935-1936 (The Age of Roosevelt, Vol. III)
- 1960 Kennedy or Nixon: Does It Make Any Difference?
- 1963 The Politics of Hope
- 1963 Paths of American Thought (ed. with Morton White)
- 1965 A Thousand Days: John F. Kennedy in the White House
- 1965 The MacArthur Controversey and American Foreign Policy
- 1967 Bitter Heritage: Viêt Nam and American Democracy, 1941-1966
- 1967 Congress and the Presidency: Their Role in Modern Times
- 1968 Violence: America in the Sixties
- 1969 The Crisis of Confidence: Ideas, Power, and Violence in America
- 1970 The Origins of the Cold War
- 1973 The Imperial Presidency
- 1978 Robert Kennedy and His Times
- 1983 Creativity in Statecraft
- 1986 Cycles of American History
- 1988 JFK Remembered
- 1988 War and the Constitution: Abraham Lincoln and Franklin D. Roosevelt
- 1990 Is the Cold War Over?
- 1991 The Disuniting of America: Reflections on a Multicultural Society
- 2000 A Life in the 20th Century, Innocent Beginnings, 1917-1950
- 2004 War and the American Presidency